# Noah de Nooij
 (août 2025).
Motif : Notoriété ? Sources centrées ?
- Archive Wikiwix
- Bing
- Cairn
- DuckDuckGo
- E. Universalis
- Gallica
- Google
- G. Books
- G. News
- G. Scholar
- Persée
- Qwant
- (zh) Baidu
- (ru) Yandex
- (wd) trouver des œuvres sur Wikidata

| 1. | Préciser le motif de la pose du bandeau. | Précisez le motif de la pose du bandeau en utilisant la syntaxe suivante : {{admissibilité à vérifier\|date=août 2025\|motif=remplacez ce texte par le motif}}                     |
| 2. | Informer les utilisateurs concernés.     | Pensez à avertir le créateur de l'article, par exemple, en insérant le code ci-dessous sur sa page de discussion : {{subst:avertissement admissibilité à vérifier\|Noah de Nooij}} |

 (février 2019).
Si vous disposez d'ouvrages ou d'articles de référence ou si vous connaissez des sites web de qualité traitant du thème abordé ici, merci de compléter l'article en donnant les références utiles à sa vérifiabilité et en les liant à la section « Notes et références ».
 (février 2019).
Noah de Nooij, né en 2001 en Éthiopie,,, est un acteur néerlandais, d'origine éthiopienne.

## Filmographie

### Cinéma et téléfilms
- 2010 : Abi : L'ami de Abi
- 2013 : Het Diner (nl) : Faso
- 2014 : Alles mag op ... (nl) : Rashad
- 2014 : Bouwdorp (nl) : Leon
- 2014 : Dummie de Mummie (nl) : Ebbie
- 2015 : Dummie de Mummie en de Sfinx van Shakaba (nl) : Ebbie
- 2015 : Kasper en de kerstengelen : Zazu
- 2016 : Lost in the Game (nl) : Lo
- 2017 : Dummie de Mummie en de tombe van Achnetoet (nl) : Ebbie Zanussi
- 2019 : Oogappels (nl) : Danny Metsers